# Paul Heywood
Paul Heywood (1958) es un historiador británico, profesor en la Universidad de Nottingham.
Es autor de obras como Marxism and the failure of organised Socialism in Spain, 1879-1936 (Cambridge University Press, 1990)
 —en la que según apunta Julián Casanova Heywood señalaría que la falta de una «teoría marxista coherente» en el socialismo español habría sido una de las causas que condujeron al fracaso de este como organización revolucionaria—, The Government and Politics of Spain (St. Martin's Press, 1995), Values and Change in Postcommunist Europe (Macmillan, 1998) —junto a William L. Miller y Stephen White— o Spain and the European Union (Palgrave Macmillan, 2003) —junto a Carlos Closa—, entre otras.